# Aurícula (cor)
Una aurícula és una de les cambres cardíaques, situada a la meitat superior del cor, que rep sang de les venes o artèries i l'envia al ventricle cardíac adjacent. En els animals amb un sistema circulatori simple, com els peixos, només n'hi ha una. Els animals amb un sistema circulatori doble, com els humans, en tenen dues: L'aurícula dreta i l'aurícula esquerra.
A l'interior got del cor, les aurícules (o atris) són les dues cavitats saculars superiors, esquerra i dreta, separades per un envà (l'envà interauricular) i situades damunt dels ventricles respectius, amb els quals es comuniquen a través de sengles orificis auriculoventriculars dotats de vàlvules.
L'aurícula dreta rep la sang carboxigenada que prové de les venes caves superior i inferior, després d'haver recorregut l'organisme. A través de la vàlvula tricúspide passa aquesta sang al ventricle dret, el qual al seu torn la bomba cap a l'artèria pulmonar a través de la vàlvula pulmonar. Als pulmons, aquesta sang s'oxigena i torna al cor a través de les venes pulmonars, que desemboquen a l'aurícula esquerra. A través de la vàlvula mitral, aquesta sang passa al ventricle esquerre i, des d'allà, a través de la vàlvula aòrtica, a l'aorta, des d'on es distribueix a tot l'organisme.
Les venes atrials del cor (TA: venae atriales cardis) són les venes pròpies dels atris.
Les venes atrioventriculars (TA: venae atrioventriculars cordis) són les que abasteixen els atris i ventricles del cor.

## Estructura
Els humans tenim un cor de quatre cambres format per l'aurícula dreta, l'aurícula esquerra, el ventricle dret i el ventricle esquerre. Les aurícules són les dues cambres superiors. L'aurícula dreta rep i conté sang desoxigenada de la vena cava superior, la vena cava inferior, les venes cardíaques anteriors, les venes cardíaques més petites i el sinus coronari, que després envia cap al ventricle dret (a través de la vàlvula tricúspide), que al seu torn envia. a l'artèria pulmonar per a la circulació pulmonar. L'aurícula esquerra rep la sang oxigenada de les venes pulmonars esquerra i dreta, que bombeja al ventricle esquerre (a través de la vàlvula mitral (vàlvula auriculoventricular esquerra) per bombejar-la a través de l'aorta per a la circulació sistèmica.
L'aurícula dreta i el ventricle dret s'anomenen sovint com a cor dret; de la mateixa manera, l'aurícula esquerra i el ventricle esquerre s'anomenen sovint com a cor esquerre. Les aurícules no tenen vàlvules a les seves entrades, i com a resultat, una pulsació venosa és normal i es pot detectar a la vena jugular com la pressió venosa jugular. Internament, hi ha els músculs pectinats rugosos i la cresta terminal de His, que actuen com a límit dins de l'aurícula i la part de paret llisa de l'aurícula dreta, el sinus venarum, que es deriven del sinus venosus. El sinus venarum és la resta adulta del sinus venosus i envolta les obertures de les venes caves i el sins coronari. A cada aurícula hi ha un apèndix auricular.

## Trastorns

### Defecte septal auricular
En un adult, un defecte septal auricular provoca el flux de sang en sentit invers, de l'aurícula esquerra a la dreta, que redueix la producció cardíaca, provocant potencialment insuficiència cardíaca i, en casos greus o no tractats, aturada cardíaca i mort sobtada.
Trombosi de l'apèndix auricular esquerre
En pacients amb fibril·lació auricular, malaltia de la vàlvula mitral i altres afeccions, els coàguls de sang tenen tendència a formar-se a l'apèndix auricular esquerre. Els coàguls es poden desallotjar (formar èmbols), cosa que pot provocar danys isquèmics al cervell, ronyons o altres òrgans subministrats per la circulació sistèmica.
En aquells amb fibril·lació auricular incontrolable, es pot realitzar una extirpació de l'apèndix auricular esquerre en el moment de qualsevol cirurgia a cor obert per evitar la formació de coàguls futurs dins de l'apèndix.

### Anormalitats funcionals
- Síndrome de Wolff-Parkinson-White
- Aleteig auricular
- Taquicàrdia auricular
- Taquicàrdia sinusal
- Taquicàrdia auricular multifocal: diversos tipus
- Contracció auricular prematura

## Altres animals
Molts altres animals, incloent els mamífers, també tenen cors de quatre cambres, que tenen una funció similar. Alguns animals (amfibis i rèptils) tenen un cor de tres cambres, en el qual la sang de cada aurícula es barreja en el ventricle únic abans de ser bombejada a l'aorta. En aquests animals, l'aurícula esquerra encara serveix per recollir sang de les venes pulmonars.
En alguns peixos, el sistema circulatori és molt simple: un cor de dues cambres que inclou una aurícula i un ventricle. Entre els taurons, el cor consta de quatre cambres disposades en sèrie (i per tant s'anomena cor en sèrie): la sang flueix a la cambra més posterior, el sinus venós, i després a l'aurícula que la trasllada a la tercera cambra, el ventricle, abans d'ella. arriba al con anteriós, que està connectat a l'aorta ventral. Es considera una disposició primitiva, i molts vertebrats han condensat l'aurícula amb el sinus venós i el ventricle amb el con anteriós.
Amb l'arribada dels pulmons es va produir una partició de l'aurícula en dues parts dividides per un envà. Entre les granotes, la sang oxigenada i desoxigenada es barreja al ventricle abans de ser bombejada als òrgans del cos; a les tortugues, el ventricle està gairebé totalment dividit per un envà, però conserva una obertura a través de la qual es produeix una certa barreja de sang. En els ocells, els mamífers i alguns altres rèptils (en particular els caimans) la partició d'ambdues cambres està completa.